# On the Beach (album, Neil Young)
On the Beach je páté sólové studiové album písničkáře Neila Younga. Jeho nahrávání probíhalo od 30. listopadu 1973 do 7. dubna 1974 v Sunset Sound Recorders v Hollywoodu a v Arrow Ranch v Woodside. Album pak vyšlo 16. července 1974 u vydavatelství Reprise Records.

## Seznam skladeb
Autorem všech skladeb je Neil Young.
| Pořadí         | Název                     | Délka |
| -------------- | ------------------------- | ----- |
| 1.             | Walk On                   | 2:42  |
| 2.             | See the Sky About to Rain | 5:02  |
| 3.             | Revolution Blues          | 4:03  |
| 4.             | For the Turnstiles        | 3:15  |
| 5.             | Vampire Blues             | 4:14  |
| 6.             | On the Beach              | 6:59  |
| 7.             | Motion Pictures           | 4:23  |
| 8.             | Ambulance Blues           | 8:56  |
| Celková délka: | Celková délka:            | 39:40 |

## Obsazení
- Neil Young – kytara (1, 3, 5, 6, 7 a 8), zpěv, elektrické piano (2), banjo (4), harmonika (7 a 8)
- Ben Keith – slide kytara (1), zpěv (1 a 4), steel kytara (2), dobro (4), elektrické piano (3), varhany (5), bicí (6), baskytara (7 a 8)
- Tim Drummond – baskytara (2, 5 a 6), perkuse (5)
- Ralph Molina – zpěv (1), bicí (1, 5, 6, 7 a 8)
- Billy Talbot – baskytara (1)
- Levon Helm – bicí (2 a 3)
- Joe Yankee – harmonika (2), elektrická tamburína (8)
- David Crosby – kytara (3)
- Rick Danko – baskytara (3)
- George Whitsell – kytara (5)
- Graham Nash – elektrické piano (6)
- Rusty Kershaw – slide kytara (7), housle (8)